# Правительственная коллекция художественного искусства Великобритании
Правительственная коллекция художественного искусства Великобритании (англ. Government Art Collection, GAC) - коллекция произведений искусства, принадлежащая правительству Великобритании, и находящаяся в ведении и под управлением Департамента культуры, средств массовой информации и спорта (DCMS). Объекты, находящиеся в собрании, используются для оформления основных государственных зданий как в самой Великобритании, так и за её пределами, а также для продвижения британского искусства, культуры и истории.
В собрании в настоящее время насчитывается более 14 000 произведений искусства в самых разных техниках — около 2 500 из них составляют картины маслом, имеются скульптуры, гравюры, рисунки, фотографии, текстиль и видеоарт. Основная часть произведений создана британскими художниками или художниками, тесно связанными с Великобританией.
Работы из Коллекции выставлены в резиденции Даунинг-стрит, 10, правительственных учреждениях по всей стране, а также в дипломатических представительствах Великобритании за рубежом. Периодически, некоторые работы передаются для выставок или временных экспозиций в музеи мира, или выставляются непосредственно самой GAC.

## История
Датой основания Правительственной коллекции считается 5 декабря 1899 года, когда Реджинальд Балиол Бретт, 2-й виконт Ишер, постоянный секретарь Управления строительных работ, обратился к сэру Фрэнсису Моутту (Francis Mowatt), постоянному секретарю Казначейства, с предложением потратить 150 фунтов стерлингов на приобретение пяти картин для Министерства иностранных дел. Он утверждал, что эти расходы позволят бюджету сэкономить значительную сумму, в сравнении с той, которая могла бы быть потрачена на декорирование помещений Министерства. До конца XIX века министры и послы могли украшать свои кабинеты произведениями из собственных коллекций, но с изменением социального состава государственных служащих в XX веке, это стало невозможным.
В 1935 году Казначейство официально утвердило ежегодный "фонд на приобретение картин» в размере 250 фунтов для покупки произведений искусства, используемых в качестве оформления дипломатических представительств за пределами Великобритании". Сформирован специальный Совет, в который вошли главы крупнейших государственных музеев — Лондонской национальной галереи, галереи Тейт и Национальной портретной галереи. Первоначально коллекция пополнялась, в основном, историческими портретами, но с появлением жертвователей, в том числе самих художников, перечень художественных течений, представленных в собрании, значительно расширился.
С 1940 года собрание Коллекция находилась в ведении Министерства труда Великобритании (Ministry of Works (United Kingdom)). Первым куратором Коллекции стал скульптор Ричард Перри Бедфорд, назначенный в 1946 году. В 1949 году его сменил Ричард Уолкер - историк искусств, профессиональный искусствовед и арт-консультант, занимавший эту должность до 1976 года. Под руководством Уолкера собрание увеличилось с нескольких сотен до более чем 8 000 экспонатов. Коллекция начала активно пополняться работами современного искусства. Первыми такими приобретениями стали картины кисти художника Джона Нэша, а в 1949 году часть интерьеров британского посольства в Рио-де-Жанейро были оформлены художником, графиком и витражистом Джоном Пайпером.
К 1970-м годам количество современных произведений в Коллекции превысило число картин старых мастеров.
Резиденция Премьер-министра на Даунинг-стрит, 10 рассматривалась, как главное место для демонстрации этих произведений — они отражали современный имидж Британии. Гарольд Вильсон приветствовал новое искусство. В 1979 году художников начали привлекать к созданию работ, специально предназначенных для определённых объектов. Например, художник, писатель, поэт и декоратора садов Иен Гамильтон Финлей (Ian Hamilton Finlay) был приглашён создать солнечные часы для сада резиденции посла в Бонне. В 1981 году, с приходом Маргарет Тэтчер на пост Премьер-министра, стены Даунинг-стрит, 10 украсили исторические пейзажи и портреты; тогда же коллекция официально получила свое сегодняшнее название. Её преемник Джон Мейджор сделал выбор в пользу современного искусства; «Новые лейбористы» продолжили эту линию. В 1997 году Коллекция перешла в ведение Департамента культуры, СМИ и спорта.
С 1978 по 1997 год функции директора и куратора осуществляла искусствовед доктор Венди Барон. С 1997 года по декабрь 2021 года директором Коллекции являлась Пенни Джонсон (Penny Johnson).
В 2001 году был запущен сайт Правительственной коллекции. В 2011–2012 годах Галерея Уайтчепел представила новаторскую серию выставок, посвящённых GAC.

В книге Искусство, власть и дипломатия. Правительственная коллекция художественного искусства Великобритании. Нерассказанная история (2011), написанной коллективом авторов, под руководством Пенни Джонсон, поясняются некоторые принципы собирательства и размещения работ из Коллекции:
Наша самая напряжённая работа начинается после выборов нового правительства... Произведения искусства могут стать символом прихода нового человека гораздо быстрее, чем другие изменения, которые могут захотеть ввести министры. Обычно они сами выбирают работы, посещая GAC, где мы заранее подбираем определённые произведения из коллекции... основываясь на нашем знании коллекции, архитектуры и размера офиса министра, а также того, что может быть уместным с учётом его сферы деятельности... Мы также предоставляем интерпретационные материалы для мест размещения, чтобы все получатели знали об этих произведениях и могли рассказывать о них своим гостям.
Некоторые более универсальные работы часто перемещаются, в то время как другие, приобретённые под конкретное место, остаются там надолго. Один бывший дипломат сообщил, что перемещать произведения искусства без разрешения GAC запрещено.
Разумеется, при прибытии в новое место назначения не всегда испытываешь симпатию к уже размещённым произведениям. Иногда их размещение обусловлено практическими причинами. Один дипломат несколько забавных историй на эту тему. Он вспоминал, как попросил «прекрасного Лаури, только что прибывшего с Даунинг-стрит, 10». Но, увы, ему ответили, что воздух в столице страны, где он служил, слишком сухой, чтобы подвергать риску такие ценные картины; ему пришлось довольствоваться тем, что уже было в резиденции. Он также вспоминал «несколько очень ценных и ошибочно атрибутированных картин XVIII века в Анкаре, изображающих визит посла ко двору султана в Стамбуле. Недавние исследования показали, что и посол, и художник были голландцами, но изначально мы считали посла британцем, и не изменили подписи». Он также признался, что на другой дипломатической должности в главном холле висел «огромный и очень мрачный портрет дамы времён Якова I». Не сумев уговорить GAC заменить его, он «повесил перед лицом маску с Венецианского карнавала на леске — чтобы немного оживить картину, не касаясь её и не повредив».

Для лорда Боатенга произведения искусства из GAC могут быть и способом установить контакт, и инструментом примирения. Он рассказал, что во время своей службы в Южной Африке в его резиденцию в Претории была доставлена «прекрасная картина с видом на место захоронения Сесила Родса — без подписи (что было мудрым дипломатическим решением куратора)». Эта работа помогла разрядить напряжённую обстановку во время переговоров с гостями из Зимбабве. За столом сидели люди, находящиеся по разные стороны давнего конфликта, но все они сразу узнали изображённое место и оценили проявленное уважение — не к Родсу, а к одному из самых красивых мест на Земле. Эта картина говорила о моём восхищении природными красотами их страны и о важности прошлого и настоящего Зимбабве для как Великобритании, так и Южной Африки. Она выразила это куда красноречивее любых слов.
С января 2022 года должность директора занимает Элиза Глюкман - выпускница Эдинбургского университета, искусствовед, арт-куратор, сооснователь проекта A Woman’s Place Project.
Основным совещательным органом GAC, принимающим решения о приобретении работ в собрание, является Консультативный Совет (Advisory Committee), состоящий из четырнадцати человек - директоров ведущих британских музеев, художников и искусствоведов.

## Собрание
Коллекция включает произведения многих известных британских художников XVII и XVIII веков, в том числе работы Питера Лели, Готфри Кнеллера, Джеймса Торнхилла, Уильяма Хогарта и Джона Констебла (как оригиналы, так и копии); художников викторианской эпохи, таких как Уильям Пауэлл Фрит и Люсьен Писсарро; художников XX века, включая Джона Нэша и Пола Нэша, Лауру Найт, Л.С. Лаури, Барбару Хепуорт, Бриджет Райли, Люсьена Фрейда, Питера Блейка, Эдуардо Паолоцци, Дэвида Хокни и Элизабет Фринк; а также более современных художников, таких как Эмма Кей, Зарина Бхимджи, Йинка Шонибаре, Майкл Ленди, Грейсон Перри, Крис Офили, Любайна Химид, Рэйчел Уайтрид, Дэмиен Херст, Трейси Эмин, Бриджет Райли, Мартин Крид, Дэвид Нэш, Харвин Андерсон, Дэвид Ремфри, Шанталь Иоффе и Денцил Форрестер. Самая ранняя работа в коллекции — это портрет Генриха VIII, датируемый 1527–1550 годами.
Коллекция также включает сатирические гравюры художников, таких как Джеймс Гилрей, Джордж Крукшанк и Виктор Вайс, а также карикатуры из журнала Punch, созданные Карло Пеллегрини (подписывался, как "Ape") и сэром Лесли Уордом (подписывался, как "Spy").
Около двух третей коллекции экспонируется в государственных учреждениях; некоторые произведения предоставляются для временных выставок, а остальные хранятся в помещениях коллекции в центре Лондона — на консервации или в ожидании повторной экспозиции.